# Paramount Media Networks
Paramount Media Networks (conhecida como MTV Networks até 2011, como Viacom Media Networks até 2019 e ViacomCBS Domestic Media Networks até 2022), é uma divisão do conglomerado de mídia Paramount Global, que supervisiona as operações de vários canais de televisão e websites, incluindo o canal original MTV. O braço de operações internacionais da Paramount Media Networks é a Paramount International Networks.

## História
Em 1979 após a decisão da Warner Communications e American Express de livrar-se da unidade de canais pagos Warner-Amex Satellite Entertainment, renomeando-o MTV Networks, Inc. A Warner-Amex originalmente criou e possuiu os canais Nickelodeon, MTV, VH1 e The Movie Channel.
Em 19 de julho de 1984, a Warner Communications tomou a decisão de alienar Nickelodeon, MTV e VH1 em uma empresa pública chamada MTV Networks Inc.
Em 27 de agosto de 1985, a Warner vendeu 31% da MTV Networks para a Viacom, com a Warner também vendendo 19% de seu Showtime e The Movie Channel, Inc. em conjunto com a Viacom.
A Viacom adquiriu 66% da empresa em 1985, e, em seguida, adquiriu os restantes em 1986. Logo após, foi absorvida pela Viacom International Inc., uma subsidiária da Viacom Inc., e já não é uma entidade legal distinta.
Em 2006, A Viacom decidiu dividir em 2 empresas a viacom mudou de nome para CBS Corporation enquanto um Spin-off da Antiga Viacom, a empresa Spin-off continuou se chamando Viacom da empresa maior, depois em 2011 a MTV Networks mudou de nome para Viacom Media Networks.
Em 2019, a Viacom e a CBS Corporation, decidiram se juntar novamente, a empresa se juntaram e se chama ViacomCBS, e assim a Viacom Media Networks mudou de nome novamente para ViacomCBS Domestic Media Networks.
Em 2022, a empresa foi renomeada para Paramount Media Networks.

## Televisão
Os seguintes canais de televisão a cabo são de propriedade da Paramount Domestic Media Networks (o ano entre parênteses indica quando o canal passou a fazer parte da empresa):

### Entertainment & Youth Group
- CMT
  - CMT Music
- Comedy Central
- Logo
- MTV
  - MTV2
  - MTV Classic
  - MTV Live
  - MTV Tres
  - MTVU
- Paramount Network
- Smithsonian Channel
- TV Land
- VH1
- VH1 Classic

### Premium Content Group
- BET
  - BET Gospel
  - BET Her
  - BET Hip-Hop
  - BET Jams
  - BET Soul
  - BET+ (serviço de streaming)

- Showtime12
  - Showtime 2
  - Showcase
  - Showtime Beyond
  - Showtime Extreme
  - Showtime Family Zone
  - Showtime Next
  - Showtime Women

- The Movie Channel
  - The Movie Channel Xtra

- Flix

- Pop TV

### Kids & Family Group
- Nickelodeon

- Nick Jr.
  - Noggin (aplicativo)

- NickMusic

- Nicktoons

- TeenNick

#### Blocos de programação
- Nick at Nite (na Nickelodeon)
- NickRewind (na TeenNick)

## Internet
A empresa também possui propriedades na internet, como Atom Films, Addicting Games, MTV News, MTV International, iFilm, GoCityKids, GameTrailers, Nitrome Limited, Xfire, Shockwave.com, e Quizilla. A MTV Networks também tem uma parceria com a Nexon para promover seu serviço Neopets.